# Temnolopha
Temnolopha is een geslacht van vlinders van de familie bladrollers (Tortricidae), uit de onderfamilie Olethreutinae.

## Soorten
- T. abstrusana Kuznetsov, 1988
- T. biguttata Diakonoff, 1973
- T. matura Diakonoff, 1973
- T. mosaica Lower, 1901
- T. sponditis (Meyrick, 1918)